# Olga Kuzenkova
Olga Kouzenkova ou Kuzenkova (en russe : Ольга Сергеевна Кузенкова), née le 4 octobre 1970 à Smolensk (Union soviétique), est une athlète russe spécialiste du lancer du marteau.
Aux Jeux olympiques d'été de 2000 à Sydney, elle a remporté l'argent derrière la polonaise Kamila Skolimowska et devant l'allemande Kirsten Münchow.
Quatre ans plus tard aux Jeux olympiques d'été de 2004, elle remportait l'or devant les cubaines Yipsi Moreno et Yunaika Crawford. Elle a été la première femme à lancer à plus de 70 m.
Elle a également été championne du monde en 2005 à Helsinki. Mais sa médaille d'or lui est retirée pour dopage en avril 2013 après nouvel examen des échantillons prélevés lors de cette compétition et conservés par l'IAAF. Elle écope par ailleurs de deux ans de suspension du 27 mars 2013 au 26 mars 2015. Ses résultats établis entre le 12 août 2005 et le 11 août 2007 sont annulés.

## Palmarès

### Jeux olympiques
- Jeux olympiques d'été de 2000 à Sydney ( Australie)
  -  Médaille d'argent du lancer du marteau
- Jeux olympiques d'été de 2004 à Athènes ( Grèce)
  -  Médaille d'or du lancer du marteau

### Championnats du monde d'athlétisme
- Championnats du monde d'athlétisme de 1999 à Séville ( Espagne)
  -  Médaille d'argent du lancer du marteau
- Championnats du monde d'athlétisme de 2001 à Edmonton ( Canada)
  -  Médaille d'argent du lancer du marteau
- Championnats du monde d'athlétisme de 2003 à Paris ( France)
  -  Médaille d'argent du lancer du marteau

### Championnats d'Europe d'athlétisme
- Championnats d'Europe d'athlétisme de 1998 à Budapest ( Hongrie)
  -  Médaille d'argent du lancer du marteau
- Championnats d'Europe d'athlétisme de 2002 à Munich ( Allemagne)
  -  Médaille d'or du lancer du marteau

## Record
Son record personnel est de 75,68 m, réalisé à Toula en 2000.